# Задужбина Димитрија и Анке Наумовић
Задужбина Димитрија и Анке Наумовић налази се на адреси Коларчева 9, у самом центру Београд, при градској општини Стари град.
Првобитни циљ задужбине био је да приходована средства материјално помажу занатлије које су имале мање среће у животу.

## Историјат
Димитрије Наумовић рођен је у Охриду 1935. године, да би се са двадесет година преселио у Београд, где почиње да изучава занат, да би временом понео звање казанџијског калфе, након чега после година изучавања заната постаје мајтор казанџија. Након изученог заната Наумовић се жени Анком, ћерком мајстора стаклоресца Николе Обрадовића.
Наумовић након смрти, 1918. године, тестаментом све  оставља супрузи Ани Наумовић, тачније велико имање у Коларчевој улици, бројне винограде и имања у околини Београда, као и кућу у Васиној улици. Сву имовину оставља супрузи под условом да се од прихода стечених од иметка помажу занатлије које су имале мање среће у животу.
Након смрти Анке Наумовић, 1930. године, која је целог живота водила рачуна о наслеђеној имовини и увећала вредност и приходе истог, велики део имовине прелази под надлежност генерала Михајла Стојадиновића и Петра Живковића, који настављају да средства преусмеравају у хуманитарне сврхе.
Министарство просвете тако 1930. године оснива Задужбину Наумовић Димитрија, казанџије из Београда, жене му Анке и сина Васе, одакле су се наредних година испаћивале пезије и материјалне помоћи за десетине корисника. Задужбина Димитрија и Анке Наумовић у овом облику престаје да постоји 1954. године, да би се после поново успоставила, са циљем материјалног помагања средњошколскоцима и студентима са усмереним, пре свега занатским образовањем.